# 秦嶺・淮河線

秦嶺・淮河線

秦嶺・淮河線（しんれい・わいがせん）は中国東部における年間降水量1000mmのラインのことである。秦嶺・淮河ライン、チンリン・ホワイ線ともいう。
ちょうど年間降水量1000mmの等量線が秦嶺山脈と淮河を結ぶ線と一致することからこの名前で呼ばれ、一般的にこの線より以北が小麦地帯、以南が稲作地帯とされている。
耕作穀物の違いが、食文化の違いも産んでおり、この線の北側が麺食・パン食、南側が米食という主食を分ける大まかな線と考えることもできる。
中国では秦嶺・淮河線が800mm等降水量線であり、1月の0度等温線である。伝統上これを境に、「南北」が分かれる。気候が大きく異なると共に農業生産や生活習慣が大きく異なる。

## 気候の特徴
北は冬になると湖や川などが凍り、木は葉が落ちる落葉樹。葉が落ちないものは針状をしている針葉樹がほとんどである。降雨量が少なく、夏季に集中している。川の水量が小さく、水位の変化が激しい。
南は冬になっても湖や川などが凍らずに、木は葉が落ちない照葉樹林が極相である。中部では、人工的に落葉樹への遷移が進んでいる。川の水量が大きく、水位の変化も激しくない。

### 農業生産や生活習慣の特徴
北は水が少なく、小麦などが主食となるが、南では水稲がメインとなる。昔の交通手段も北は馬が中心であるが南は船が中心となる。まさに「北麦南稲、南船北馬」と言われる如くである。中国の南北を代表するように、それぞれ黄河・長江という大河が流れており、その間にある准河が境界線と言われている。「北方」と「南方」とでは、同じ漢民族でも言語も違うし、体質も違うと言われている。